# Joseph Raz
Joseph Raz ( /rɑːz/; em hebraico:  יוסף רז; Mandato Britânico da Palestina, 21 de março de 1939 – Hammersmith, 2 de maio de 2022) foi um filósofo israelense especializado em filosofia moral, do direito e da política. Ele foi um dos defensores mais proeminentes do positivismo jurídico, e é conhecido por sua concepção do liberalismo perfeccionista. Raz, passou a maior parte de sua carreira como professor de filosofia do direito na Universidade de Oxford, associado com o Balliol College, e por último, foi professor da Faculdade de Direito da Universidade Columbia e do King's College de Londres.

## Biografia
Nascido no Mandato da Palestina, em 1939, Joseph Raz graduou-se em 1963, da Universidade Hebraica de Jerusalém, obtendo um Magister Juris summa cum laude. Mais tarde, com recursos fornecidos pela Universidade Hebraica, Raz obteve um Doutorado em Filosofia na Universidade de Oxford, sob a supervisão de H. L. A. Hart. Raz já havia conhecido Hart anteriormente, em uma conferência em Israel, impressionando-lhe ao apontar uma falha sua, que lhe havia escapado em seu raciocínio; Hart o encorajou a ir para Oxford, para se aprofundar em seus estudos. Raz estudou no Balliol College e completou seu doutorado em 1967.
Posteriormente voltou a Israel para dar aulas na Universidade Hebraica, como professor na Faculdade de Direito e no Departamento de Filosofia. Em 1971, ele foi efetivado e promovido a professor catedrático. Em 1972, retornou ao Balliol como fellow e professor de direito; mais tarde, de 1985 a 2006 foi professor de filosofia do direito da Universidade de Oxford, e, de 2006 a 2009, tornou-se professor de pesquisa na mesma instituição. Desde 2002 ele também é professor da Faculdade de Direito da Universidade Columbia. Raz, agora aposentado da universidade de Oxford, atualmente também é professor de direito no King's College de Londres.

## Trabalho filosófico
Aluno de H. L. A. Hart, Raz tem sido importante na continuidade do desenvolvimento do positivismo jurídico, tanto antes quanto depois da morte de Hart. Raz também foi co-editor de uma segunda edição do 'Conceito do Direito' de Hart, com um pós-escrito incluindo as respostas de Hart a outros filósofos, críticos do seu trabalho.
Seu primeiro livro, O Conceito de um Sistema Jurídico, foi baseado em sua tese de doutorado. Um livro posterior, A Moralidade da Liberdade ganhou dois prêmios: o Prêmio W. J. M. Mackenzie, da Associação de Estudos Políticos do Reino Unido de 1987, atribuído ao melhor livro de ciência política, e o Prêmio Elaine e David Spitz da Conferência para o Estudo do Pensamento Político, de Nova York, de 1988, atribuído anualmente ao melhor livro liberal e/ou da teoria democrática que tinha sido publicado dois anos antes. O livro desenvolve a concepção do liberalismo perfeccionista.
Raz argumentou a favor de uma interpretação distinta de comandos jurídicos como motivos excludentes pela ação e pela 'concepção do serviço de autoridade', de acordo com a qual os sujeitos das autoridades apenas podem se beneficiar de suas decisões se puderem estabelecer sua existência e seu conteúdo em formas que não dependam do levantamento das mesmas questões que a autoridade for encarregada de resolver. Esse argumento, por sua vez, apoia o argumento a favor do positivismo jurídico de Raz, particularmente à "tese das fontes", "a ideia que uma prova adequada para a existência e o conteúdo do direito deve ser baseada apenas em fatos sociais, e não em argumentos morais.
Raz é reconhecido por seus contemporâneos como um dos filósofos do direito vivos mais importantes. Ele escreveu e editou onze livros até Maio de 2018: The Concept of a Legal System (Conceito de um Sistema Jurídico, 1970), Practical Reason and Norms (Normas e o Raciocínio Prático, 1975), The Authority of Law (A Autoridade Jurídica, 1979), The Morality of Freedom, A Moralidade da Liberdade, 1986), Authority (Autoridade, 1990), Ethics in the Public Domain ( A Ética no Domínio Público, 1994), Engaging Reason (Engajando o Raciocínio, 1999), Value, Respect and Attachment (Valores, Respeito, e Ligações, 2001) The Practice of Value (A Prática de Valores, 2003), Between Authority and Interpretation (Entre a Autoridade e a Interpretação, 2009), e From Normativity to Responsibility, da Normatividade à Responsabilidade, 2011). Seus trabalhos mais recentes lidam menos com a teoria jurídica e mais com a filosofia política e com o raciocínio prático. Na teoria da moralidade, Raz defende o pluralismo de valores e a ideia que vários valores são incomensuráveis.
O trabalho de Raz foi citado pela Suprema Corte do Canadá em casos como Imperial Tobacco v. British Columbia e Sauvé v. Canada (Chief Electoral Officer).
Vários dos alunos de Raz viraram filósofos morais e jurídicos importantes, incluindo três atuais professores de Jurisprudência em Oxford, , John Gardner, Leslie Green, e Timothy Endicott.

## Honras e Prêmios
Raz foi eleito membro da Academia Britânica em 1987 e da Academia Americana de Artes e Ciências em 1992. Ele foi agraciado com títulos de Doctor Honoris Causa pela Universidade Católica de Bruxelas, em 1993, e pela King's College, de Londres, em 2009. Recebeu em 2005 o Prêmio Internacional de Investigação Científica de Natureza Jurídica Hector Fix-Zamudio' da Universidade Nacional Autônoma do México, e em 2009, o Prêmio da Vice-Presidência da Sociedade de Direito da Universidade de Dublin.
Em 2000-2001, ele deu a Palestra Tanner sobre Valores Humanos, sobre "A Prática de Valores" na Universidade da Califórnia em Berkeley.

## Livros
- The Concept of a Legal System (1970; 2a. ed., 1980)
- Practical Reason and Norms (1975; 2a. ed., 1990)
- The Authority of Law (1979; 2a. ed., 2009)
- The Morality of Freedom (1986)
- Ethics in the Public Domain (1994; rev. pbk. ed., 1995)
- Engaging Reason (1999)
- Value, Respect and Attachment (2001)
- The Practice of Value (2003)
- Between Authority and Interpretation (2009)
- From Normativity to Responsibility (2011)

## Morte
Joseph Raz morreu no dia 2 de maio de 2022, aos 85 anos, em Hammersmith, Reino Unido.